# Österrike i olympiska sommarspelen 1960
Österrike deltog med 103 deltagare vid de olympiska sommarspelen 1960 i Rom.Totalt vann de en guldmedalj och en silvermedalj.

## Medaljer

### Guld
- Hubert Hammerer - Skytte.

### Silver
- Josef Kloimstein och Alfred Sageder - Rodd, tvåa utan styrman.